# Volker Riedel
Volker Riedel (* 17. November 1943 in Leipzig) ist ein deutscher Altphilologe.

## Leben
Riedel studierte von 1963 bis 1968 Latinistik und Germanistik an der Humboldt-Universität zu Berlin. Anschließend arbeitete er als Wissenschaftlicher Mitarbeiter in den Literatur-Archiven der Akademie der Künste zu Berlin. 1970 wurde er mit der Arbeit Lessing und die römische Literatur promoviert (Promotion A). Seine Promotion B (Habilitation) erreichte er 1982 mit einer Arbeit über die Antikerezeption in der Literatur der Deutschen Demokratischen Republik. Seit 1983 ist er Vorstandsmitglied der Winckelmann-Gesellschaft. 1987 folgte er einem Ruf auf den Lehrstuhl für Latinistik an der Universität Jena. 1998 erhielt er die Winckelmann-Medaille der Stadt Stendal. Beim Neuen Pauly fungierte Riedel als Verantwortlicher für den Bereich Erziehungswesen der Rezeptionsbände. Sein Hauptarbeitsgebiet ist die Rezeption der Antike in der deutschen Literatur.